# یادداشت‌های پدرم
یادداشت‌های پدرم (به انگلیسی: Sticky Notes) که با نام رقصنده پشتیبان نیز شناخته هم می‌شود، یک فیلم درام آمریکایی محصول سال ۲۰۱۶ به نویسندگی و کارگردانی آماندا شارپ با بازی ری لیوتا، رز لزلی، جینا رودریگز و جاستین بارتا است.

## داستان
داستان این فیلم حول محور دختری بنام آتنا (با بازی رز لزلی)، یک رقصنده پشتیبان است که به خانه به فلوریدا بازمی‌گردد تا به مراقبت از پدرش جک (با بازی ری لیوتا)، که به سرطان مبتلا شده‌کمک کند.